# Testimonio de Nayirah
El testimonio de Nayirah fue un falso testimonio presentado ante el Comité de Derechos Humanos del Congreso el 10 de octubre de 1990 por una niña de 15 años que solo proporcionó su nombre de pila, Nayirah. El testimonio fue ampliamente difundido, y fue citado en numerosas ocasiones por los senadores de los Estados Unidos e incluso por el presidente George H. W. Bush en su justificación para respaldar a Kuwait en la Guerra del Golfo. En 1992, se reveló que el apellido de Nayirah era Al-Sabah (en árabe: نيرة الصباح‎) y que ella era la hija de Saud Al-Sabah, el embajador kuwaití en los Estados Unidos. Además, se reveló que su testimonio se organizó como parte de la campaña de relaciones públicas de la organización kuwaití, Ciudadanos por una Kuwait Libre, que fue dirigida por la firma estadounidense de relaciones públicas Hill & Knowlton para el gobierno de Kuwait. Después de esto, el testimonio de al-Sabah ha sido considerado como un ejemplo clásico de la moderna propaganda atroz.
 

En su emotivo testimonio, Nayirah declaró que después de la invasión de Kuwait, había visto a los soldados iraquíes sacar a los bebés de las incubadoras en un hospital kuwaití, tomar las incubadoras y dejarlos morir. Su historia fue corroborada inicialmente por Amnistía Internacional, una ONG británica, que publicó varios informes independientes sobre los asesinatos y el testimonio de los evacuados. Tras la liberación de Kuwait, los reporteros tuvieron acceso al país. Un informe de ABC descubrió que: 
«los pacientes, incluidos los bebés prematuros, murieron, cuando muchas de las enfermeras y médicos de Kuwait... huyeron» 
Pero las tropas iraquíes «casi seguramente no robaron incubadoras de hospitales y no dejaron morir a cientos de bebés kuwaitíes». Amnistía Internacional reaccionó emitiendo una corrección, y el director ejecutivo John Healey acusó posteriormente a la administración Bush de «manipulación oportunista del movimiento internacional de derechos humanos».

## Historia

### Alegaciones de la incubadora
Tras la invasión y ocupación iraquí de Kuwait, hubo informes de saqueos generalizados. El 2 de septiembre de 1990, en una carta dirigida al secretario general de la ONU, Javier Pérez de Cuéllar, el representante de la ONU en Kuwait, Mohammad A. Abulhasan, escribió: 
 Además de las comunicaciones que pretendemos informarle sobre las acciones perpetradas por las autoridades de ocupación iraquíes en Kuwait en contravención de todas las leyes internacionales, y sobre la base de la información confirmada que nos ha proporcionado el Gobierno de Kuwait, deseamos extraer atención a un fenómeno que no tiene precedentes en la historia, a saber, la operación organizada de las autoridades de ocupación iraquíes con el propósito de saquear Kuwait. Es imposible comparar esta operación con incidentes similares o proporcionar una cuenta exacta de la misma porque en realidad es una operación diseñada para lograr nada menos que la eliminación completa de los activos de Kuwait, incluidas las propiedades pertenecientes al Estado, a instituciones públicas y privadas, y para individuos, así como los contenidos de casas, fábricas, tiendas, hospitales, institutos académicos, escuelas y universidades... Lo que ha ocurrido en Kuwait es la perpetración de un acto de robo a mano armada por parte de un Estado que ha utilizado sus órganos militares, de seguridad y técnicos con ese fin. 
En la carta, Abulhasan también señaló «el robo de todo el equipo de los hospitales públicos y privados, incluidas las máquinas de rayos X, los escáneres y los equipos de laboratorio». Las denuncias de saqueos también fueron contadas por los evacuados que describieron «soldados saqueando edificios de oficinas, escuelas y hospitales, computadoras, pizarras, escritorios e incluso incubadoras infantiles y equipos de radiación». Douglas Hurd, el secretario británico de Asuntos Exteriores, supuso que «están saqueando y destruyendo de una manera que sugiere que es posible que no esperen estar allí por mucho tiempo».
El saqueo de las incubadoras atrajo la atención de los medios de comunicación debido a las acusaciones de que, como resultado, los bebés prematuros se estaban descartando o muriendo. El 5 de septiembre, Abdul Wahab Al-Fowzan, el ministro de salud de Kuwait en el exilio, declaró en una conferencia de prensa en Taif, Arabia Saudita «que los soldados iraquíes habían secuestrado casi todos los hospitales e instituciones médicas del país después de su invasión» y que «los soldados desalojaron a los pacientes y saquearon sistemáticamente los hospitales de equipos de alta tecnología, ambulancias, drogas y plasma» que causaron la muerte de 22 bebés prematuros. El Washington Post describió el origen de la historia del bebé kuwaití de la siguiente manera: 
La historia del bebé kuwaití se originó con una carta de un alto funcionario de salud pública de Kuwait que fue sacada de contrabando del país por un diplomático europeo a fines del mes pasado, según Hudah Bahar, un arquitecto que recibió la carta aquí en Londres. Fawzia Sayegh, una pediatra kuwaití que vive aquí, la complementó con la información obtenida de la huida de los kuwaitíes y otras fuentes. La carta afirmaba que los soldados iraquíes ordenaron que los pacientes fueran desalojados de varios hospitales y cerraran unidades críticas para el tratamiento de pacientes con cáncer, pacientes con diálisis y pacientes con diabetes. Bahar y Sayegh dijeron que los iraquíes llevaron equipo sofisticado como máquinas de diálisis a Bagdad, parte de la cantidad de dinero en efectivo, oro, automóviles y joyas que las fuentes bancarias árabes dicen que superará los $2 mil millones dólares. Entre los equipos tomados estaban las 22 unidades de incubadoras infantiles, dijeron. 
El Washington Post también notó que no pudo verificar las acusaciones ya que Irak no permitió el acceso al área y puso a los diplomáticos en cuarentena.
El 5 de septiembre, en otra carta al secretario general de la ONU, Abulhasan reiteró el escrito de reclamos de Fowzan: 
Fuentes impecables de las instituciones de salud de Kuwait nos informan que las autoridades de ocupación iraquíes han cometido los siguientes crímenes brutales, que pueden ser descritos como crímenes de lesa humanidad:... 2. Las incubadoras en los hospitales de maternidad que se usan para los niños que sufren un retraso en el crecimiento (niños prematuros) se retiraron, lo que causó la muerte de todos los niños que estaban bajo tratamiento.
La carta no indicaba cuántos bebés habían muerto. Las acusaciones en la carta recibieron una amplia cobertura de los medios en los días siguientes. Ese día, en una entrevista con los rehenes liberados en «All Things Considered» de NPR, un rehén declaró que las tropas iraquíes estaban «golpeando a los niños con los extremos de las armas, sacando a los bebés de las incubadoras y tomando las incubadoras». Reuters también informó que les habían dicho «que las tropas iraquíes sacaron a los bebés prematuros de las incubadoras en Kuwait para robar el equipo».
El 9 de septiembre, la NPR informó que «en una sala para bebés prematuros, los soldados apagaron el oxígeno de las incubadoras y empacaron los equipos para enviarlos a Irak».
El 17 de septiembre, Edward Gnehm Jr., el embajador designado de los Estados Unidos en Kuwait, dijo a los reporteros que las autoridades de salud de Kuwait le dijeron que 22 bebés habían muerto cuando las tropas iraquíes les habían robado sus incubadoras. Los Angeles Times informó que «los refugiados informaron que las tropas iraquíes confiscaron las incubadoras de bebés prematuros y que los bebés que estaban dentro se amontonaron en el suelo y se dejaron morir». El San Jose Mercury News también informó la misma acusación ese día, y agregó que los diplomáticos occidentales citaron que «este es el tipo de cosa que algunas personas llaman genocidio, y si la gente quisiera interpretarlo como tal, podría ser causa de algún tipo de intervención militar».
El 25 de septiembre, The Washington Post informó que «los hospitales de la ciudad de Kuwait estaban siendo despojados de incubadoras». El presidente del grupo político Ciudadanos por una Kuwait Libre escribió al Representante Gus Yatron y dijo que «recientemente se enteró de que el líder iraquí ha ordenado que las incubadoras de hospitales de maternidad [en Kuwait], utilizadas para tratar bebés prematuros, se apaguen, dejando que estos bebés mueran de la exposición».

Presidente George H. W. Bush

El 29 de septiembre, en una reunión entre el líder kuwaití Sheik Jabbar al Ahmed al Sabah y el presidente George Bush, el emir exiliado le dijo al presidente que los iraquíes estaban «ingresando a los hospitales, sacando a los bebés de las incubadoras y a las personas de máquinas de soporte vital para enviar el equipo de vuelta a Irak». En sus comentarios luego de la discusión, Bush declaró que «la agresión iraquí ha saqueado a un país que una vez fue pacífico y seguro, su población asaltada, encarcelada, intimidada e incluso asesinada» y que «los líderes de Irak están tratando de sacar un estado soberano internacionalmente reconocido, miembro de la Liga Árabe y de las Naciones Unidas, fuera del mapa».
El 28 de septiembre, el ministro de planificación de Kuwait, Sulaiman Mutawa, informó que 12 bebés habían muerto como resultado del saqueo de las incubadoras.
El 30 de septiembre, US News & World Report informó que había obtenido cables secretos del gobierno de los EE. UU. basados en testimonios de testigos presenciales que revelaron «actos de brutalidad impactantes por parte de los iraquíes contra ciudadanos inocentes en hospitales de Kuwait». Los cables indicaron que en el sexto día de la invasión iraquí, los soldados iraquíes «ingresaron al Hospital Adan en Fahaheel en busca de equipos hospitalarios para robar» y que «desenchufaron el oxígeno a las incubadoras que soportaban a 22 bebés prematuros y se marcharon con las incubadoras»
El 9 de octubre, en una conferencia de prensa presidencial, Bush declaró: 
Pensé que el General Scowcroft [Asistente del Presidente para Asuntos de Seguridad Nacional] lo expresó muy bien después de que el emir salió de aquí. Y estoy muy preocupado, no solo por el desmantelamiento físico sino también por la brutalidad que ha escrito Amnistía Internacional y que confirma algunas de las historias que nos cuenta el emir. Es simplemente increíble, algunas de las cosas que al menos él reflexionó. Quiero decir, las personas en una máquina de diálisis apagada, la máquina enviada a Bagdad; los bebés en las incubadoras salieron de las incubadoras y las incubadoras se enviaron a Bagdad. Ahora, no sé cuántos de estos cuentos pueden ser autenticados, pero sí sé que cuando el emir estaba aquí, hablaba desde el corazón. Y después de eso vino Amnistía Internacional, que interrogaba a muchas de las personas en la frontera. Y es repugnante.

### Ciudadanos por un Kuwait libre
La organización Ciudadanos por un Kuwait Libre era un comité de relaciones públicas creado por la embajada de Kuwait, descrito por The Times News como un «comité con sede en Washington, DC por kuwaitíes y estadounidenses preocupados». Aunque el comité ocupaba un espacio en la oficina de la embajada, debían estar trabajando independientemente de la embajada.

### Hill & Knowlton
En 1990, después de ser abordado por un expatriado kuwaití en Nueva York, Hill & Knowlton se enfrentó a «Ciudadanos por un Kuwait Libre». El objetivo de la campaña nacional era crear conciencia en los Estados Unidos sobre los peligros que representa el dictador iraquí Saddam Hussein para Kuwait.
Hill & Knowlton realizó un estudio de $1 millón de dólares para determinar la mejor manera de ganar apoyo para una acción fuerte. H & K hizo que el Grupo Wirthington dirigiera grupos de enfoque para determinar la mejor estrategia que influiría en la opinión pública. El estudio encontró que el énfasis en las atrocidades, particularmente en la historia de la incubadora, era lo más efectivo.
Se estima que Hill & Knowlton ha recibido hasta $12 millones de kuwaitíes por su campaña de relaciones públicas.

### Fundación Congresional de Derechos Humanos
La Fundación Congresional de Derechos Humanos es una organización no gubernamental que investiga los abusos contra los derechos humanos. Fue encabezada por el representante demócrata de los Estados Unidos Tom Lantos y el representante republicano John Porter y el espacio alquilado en la sede de Hill & Knowlton en Washington a un precio reducido de $3000.

## Testimonio
El 10 de octubre de 1990, Nayirah fue el último en testificar en el Caucus. En su testimonio oral, que duró 4 minutos, dijo: 
 Me ofrecí como voluntario en el hospital al-Addan con otras doce mujeres que también querían ayudar. Yo era el voluntario más joven. Las otras mujeres tenían entre veinte y treinta años. Mientras estaba allí, vi a los soldados iraquíes entrar al hospital con armas. Sacaron a los bebés de las incubadoras, tomaron las incubadoras y dejaron que los niños murieran en el suelo frío. [llorando] Fue horrible. 
 Aunque Nayirah no especificó cuántos bebés había en las incubadoras en su testimonio oral, en el testimonio escrito distribuido por Hill and Knowlton, decía: «mientras estaba allí, vi a los soldados iraquíes entrar al hospital con armas e interrumpir en la habitación donde 15 bebés estaban en incubadoras ». El testimonio no fue dado bajo juramento. 
El representante John Porter, copresidente del comité, comentó que en sus ocho años de servicio en el comité, nunca había escuchado semejante «brutalidad, inhumanidad y sadismo». El testimonio de Nayirah fue descrito como el más dramático.

### Hill & Knowlton
No está claro cuánto del testimonio de Nayirah fue entrenado. Aunque se suponía que la empresa solo brindaba ayuda estilística, se informó que H&K «proporcionó testigos, escribió testimonios y entrenó a los testigos para que fueran eficaces».

## Efecto
El testimonio de Nayirah fue ampliamente difundido. Hill & Knowlton, que había filmado la audiencia, envió un comunicado de prensa en video a Medialink, una firma que atendió a cerca de 700 estaciones de televisión en los Estados Unidos.
Esa noche, partes del testimonio se transmitieron en ABC's Nightline y NBC Nightly News alcanzando una audiencia estimada entre 35 y 53 millones de estadounidenses. Siete senadores citaron el testimonio de Nayirah en sus discursos que respaldan el uso de la fuerza. El presidente George Bush repitió la historia al menos diez veces en las siguientes semanas. Su relato de las atrocidades ayudó a agitar la opinión estadounidense a favor de la participación en la Guerra del Golfo.

## Respuesta inicial
El 13 de enero de 1991, el Sunday Times informó que el Dr. Ali Al-Huwail podría responder por 92 muertes.
Irak negó las acusaciones. El 16 de octubre, el ministro de información iraquí, Latif Nassif al-Jassem, le dijo a la agencia de noticias iraquí que «ahora usted [Bush] está usando lo que él [jeque Jaber] le dijo a usted para hacer que el Congreso ratifique el presupuesto que está en rojo debido a sus políticas» y agregó «usted, como presidente de una superpotencia, debe sopesar las palabras con cuidado y no actuar como un payaso que repite lo que se le dice».
En una visita a Kuwait el 21 de octubre de 1990, por periodistas que fueron escoltados por funcionarios del ministerio de información iraquí, los médicos de un centro de maternidad kuwaití negaron las acusaciones de la incubadora. En la visita, el jefe iraquí del departamento de salud de Kuwait, Abdul-Rahman Mohammad al-Ugeily, dijo que «Bagdad había enviado 1.000 médicos y otro personal médico para ayudar a administrar los 14 hospitales y centros de salud de Kuwait después de la invasión».

## Revelación
El 15 de marzo de 1991, John Martin, un reportero de ABC, informó que «los pacientes, incluidos los bebés prematuros, murieron, cuando muchas de las enfermeras y médicos de Kuwait dejaron de trabajar o huyeron del país» y descubrieron que las tropas iraquíes «seguramente no habían robado incubadoras de hospitales y no dejaron morir a cientos de bebés kuwaitíes».
El 6 de enero de 1992, The New York Times publicó un artículo de opinión de John MacArthur titulado «¿Recuerdas a Nayirah, Testigo de Kuwait?» MacArthur descubrió que Nayirah era la hija del Embajador de Kuwait en los Estados Unidos, Saud Nasir al-Sabah. MacArthur observó que «la historia de la incubadora distorsionó gravemente el debate estadounidense sobre si apoyar la acción militar» y cuestionó si «sus [representantes Lantos y Porter] tenían relación especial con Hill y Knowlton deberían incitar una investigación del Congreso para averiguar si sus acciones simplemente constituían un conflicto de intereses obvio o, peor aún, si supieran quién era realmente la llorosa Nayirah en octubre de 1990». La historia le valió a MacArthur el Premio de Periodismo Mensual de The Washington Monthly en abril de 1992, y el Premio Mencken en 1993.

## Respuesta subsiguiente

### Hill and Knowlton
El 15 de enero de 1992, el CEO de Hill & Knowlton, Thomas E. Eidson, respondió a las inquietudes planteadas por MacArthur en una carta dirigida al editor de The New York Times. Eidson declaró que «en ningún momento esta firma ha colaborado con nadie para producir testimonios engañosos a sabiendas», afirmando que la firma «no tenía motivos para cuestionar su veracidad cuando ella [Nayirah] declaró que había escapado de Kuwait». La carta explicaba que la acusación de Nayirah de que los soldados iraquíes retiraban a los bebés recién nacidos de las incubadoras fue corroborada por el Dr. Ibraheem Behbehani, jefe de la Media Luna Roja, ante el Consejo de Seguridad de las Naciones Unidas y que no se permitió a los medios de comunicación regresar a Kuwait «hasta después de la liberación. No había manera de verificar de inmediato las historias de los refugiados». Eidson concluyó que «la credibilidad de Nayirah no debería cuestionarse más que si hubiera sido una doctora o maestra» y el trabajo de la compañía con los kuwaitíes era consistente con los estándares de la empresa que afirmaban que «el interés público estaba justamente servido».
En agosto de 1992, Howard Paster reemplazó a Robert K. Gray como gerente general de la oficina de Washington para limpiar la imagen de la empresa.
Los críticos sostuvieron que Hill & Knowlton había inventado un movimiento popular falso, Ciudadanos por un Kuwait libre, y posteriormente usaron pruebas cuestionables y testigos sospechosos para influir en la opinión pública y la política en los Estados Unidos y la ONU.
Las acciones de Hill & Knowlton tomadas en nombre de Ciudadanos por un Kuwait libre, junto con las de otros clientes importantes, como Banco Internacional de Crédito y Comercio, la Iglesia de la Cienciología y una campaña contra el aborto por parte de obispos católicos, plantearon preocupaciones éticas entre los profesionales de relaciones públicas. Las preocupaciones, aunque no nuevas, fueron más vigorosas que las anteriores debido a la prominencia de los problemas.

### Tom Lantos
En una entrevista, Lantos declaró que había ocultado la identidad de Nayirah a petición de su padre para proteger a su familia y amigos. Lantos negó cualquier acusación de irregularidad argumentando que «los medios de comunicación se centraron en ella. Si ella no hubiera testificado, se habrían enfocado en otra cosa». Lantos también declaró que: 
 La idea de que ninguno de los testigos traídos al caucus a través de la Embajada de Kuwait no sería creíble no pasó por mi mente. No tengo ninguna base para suponer que su historia no es cierta, pero el punto va más allá de eso. Si uno tiene la hipótesis de que la historia de la mujer es ficticia de la A a la Z, eso no disminuye de ninguna manera la avalancha de violaciones de derechos humanos. 
 En una carta dirigida al editor de The New York Times el 27 de enero de 1992, titulada «Kuwaiti Gave Consistent Account of Atrocities», Tom Lantos respondió a las acusaciones de MacArthur. Escribió que el «artículo engañoso del Sr. MacArthur sirve solo a los cínicos que buscan reescribir la historia de la guerra del Golfo Pérsico» notando «la siniestra insinuación del artículo sugiere que la niña ni siquiera estaba en Kuwait en el momento de la invasión iraquí, y que todo el horrible incidente fue una trama diabólica por parte de una firma de relaciones públicas estadounidense». Lantos escribió que «el hecho de que Nayirah fuera hija del embajador de Kuwait la convirtió en una testigo más creíble» y que «su relación con el embajador y el gobierno aumentó su credibilidad». También señaló que «su cuenta era consistente con la información que recibimos de otros testigos, con cientos de otras historias de atrocidades de Kuwait llevadas por los medios de comunicación de todo el mundo, y de acuerdo con los informes de organizaciones independientes de derechos humanos, como Amnistía Internacional, que también testificó en nuestra audiencia y posteriormente publicó relatos similares a los de Nayirah». Lantos concluyó que «dados los innumerables casos de violaciones verificadas de los derechos humanos por parte de los iraquíes», era «innecesario y contraproducente inventar atrocidades».
Lantos también rechazó las acusaciones de una relación especial entre el caucus y Hill & Knowlton, afirmando que «las actividades del caucus se llevan a cabo sin importar si estos países están representados por cualquier firma de abogados o firma de relaciones públicas».
En una carta posterior a The New York Times, MacArthur señaló que el testimonio se había retractado.

### Embajador Sabah
El embajador declaró que su hija había sido testigo de las atrocidades que ella describió y que su presencia en Kuwait podía ser verificada por la Embajada de los Estados Unidos en Kuwait. También dijo: «Si quisiera mentir, o si quisiéramos mentir, si quisiéramos exagerar, no usaría a mi hija para hacerlo. Fácilmente podría comprar a otras personas para hacerlo».

## Investigaciones

### Observador de derechos humanos
En 1992, la organización de derechos humanos Middle East Watch, una división de Human Rights Watch, publicó los resultados de su investigación de la historia de la incubadora. Su director, Andrew Whitley, dijo a la prensa: «Si bien es cierto que los iraquíes atacaron los hospitales, no hay ninguna verdad en el cargo, que fue fundamental para el esfuerzo de propaganda de guerra: robaron incubadoras y extrajeron a los bebés de manera cruel, lo que les permitió morir en el piso. Las historias fueron fabricadas a partir de gérmenes de la verdad por personas fuera del país que deberían haber sabido mejor». Un investigador, Aziz Abu-Hamad, entrevistó a médicos en el hospital donde Nayirah afirmó haber visto a soldados iraquíes sacar a 15 bebés de las incubadoras y dejarlos morir. The Independent informó: «Los médicos le dijeron que la maternidad tenía de 25 a 30 incubadoras. Ninguno fue tomado por los iraquíes, y ningún bebé les fue quitado».

### Amnistía Internacional
Amnistía Internacional inicialmente apoyó la historia, pero luego emitió una retractación. Afirmó que «no encontró pruebas confiables de que las fuerzas iraquíes hayan causado la muerte de bebés al eliminarlos o al ordenar su retiro de las incubadoras».

### Informe Kroll
Los funcionarios kuwaitíes no discuten el asunto con la prensa. Para responder a estos cargos, el gobierno de Kuwait contrató a Kroll Associates para llevar a cabo una investigación independiente de la historia de la incubadora. La investigación de Kroll duró nueve semanas y realizó más de 250 entrevistas. Las entrevistas con Nayirah revelaron que su testimonio original fue, en el mejor de los casos, extremadamente distorsionado; ella le dijo a Kroll que en realidad solo había visto a un bebé fuera de su incubadora por «no más de un momento». También le dijo a Kroll que nunca fue voluntaria en el hospital y que, de hecho, «solo se detuvo por unos minutos».

## Crítica
La campaña ha sido descrita por los críticos como corrupta, engañosa, no ética y acusada de ser utilizada para difundir historias falsas o exageradas de atrocidades iraquíes.
Lantos fue criticado por retener la información.

## Secuelas
Tras el final de la guerra, Reuters informó que Irak devolvió «98 camiones llenos de equipos médicos robados de Kuwait, incluyendo dos de las incubadoras de bebés». Abdul Rahim al-Zeid, un subsecretario adjunto del Ministerio de Salud Pública de Kuwait, dijo que al regresar a las incubadoras, los iraquíes habían proporcionado, sin saberlo, pruebas de que los habían tomado. El jefe de ambulancia de Kuwait, Abdul Reda Abbas, declaró que «creemos que los iraquíes podrían haber devuelto las incubadoras por error».
Tras la revelación de la identidad de Nayirah, hubo una indignación pública de que la información había sido retenida.

## Comentario académico
El contenido, la presentación, la distribución, la efectividad y el propósito del testimonio de Nayirah han sido objeto de múltiples estudios de relaciones públicas. 
En su libro La maniobra estratégica en el discurso argumentativo, Frans H. van Eemeren, afirmando que «los mensajes visuales que acompañan a la argumentación verbal pueden ser tan drásticos que la argumentación racional se vuelve casi imposible», describió la historia de Nayirah como un argumentum ad misericordiam . En el documento Casos de The Hill & Knowlton: Un resumen sobre la controversia de Susanne A. Roschwalb, el autor señaló que como H&K era una empresa británica, «¿qué efecto tuvieron las preocupaciones británicas, como el posible colapso de sus instituciones financieras, si La moneda kuwaití, el dinar, se volvió inútil, ¿tiene los esfuerzos de Hill & Knowlton? Ted Rowse, en su artículo «Kuwaitgate: asesinato exagerado de bebés kuwaitíes por soldados iraquíes» en The Washington Monthly, señaló que «la mayoría de los reporteros, al parecer quemados por la obra de Hill & Knowlton al difundir la historia original de Nayirah sin verlo, parecen preferir dejar que la historia se desvanezca, cayendo pasivamente, una vez más, por la astucia de las relaciones públicas de la compañía». John R. MacArthur, quien fue el autor del Segundo Frente: Censura y Propaganda en la Guerra del Golfo, ha señalado que «en ese momento, era la campaña de relaciones públicas más sofisticada y cara jamás realizada en Estados Unidos por un gobierno extranjero».